# John Milton Miller
John Milton Miller (22 de junio de 1882 - 17 de mayo de 1962) fue un notable ingeniero eléctrico estadounidense, conocido principalmente por descubrir el efecto Miller y por inventar los circuitos fundamentales del oscilador de cristal de cuarzo.

## Semblanza
Miller nació en Hanover, Pensilvania. En 1904 se graduó en la Universidad de Yale, donde en 1907 recibió un postgrado, y en 1915 su doctorado en física. Entre 1907 y 1919 trabajó como físico para el Instituto Nacional de Estándares y Tecnología, siendo entonces un ingeniero de radio en el laboratorio de Radio de la Marina de los Estados Unidos (1919-1923) en Anacostia, Distrito de Columbia y posteriormente en el Naval Research Laboratory (NRL). De 1925 a 1936 dirigió la investigación del receptor de radio en la Atwater Kent Manufacturing Company, de Filadelfia y a partir de 1936-1940 fue jefe adjunto del laboratorio de investigación de la empresa RCA Radiotron.
En 1940 regresó al NRL, donde llegó a ser superintendente de la división de Radio I (1945), director asociado de la investigación (1951) y administrador de investigación científica (1952).
Se casó con Frances Riley; la pareja tuvo siete hijos, cinco chicos y dos chicas.
Miller fue galardonado con el Premio de Servicios Distinguidos Civiles de la Marina de los Estados Unidos en 1945 por la "iniciación del desarrollo de un nuevo cable flexible de radiofrecuencia urgentemente necesario para los equipos de radio y de radar, que solucionó una desesperada escasez de material en los Estados Unidos durante la Segunda Guerra Mundial" y la Medalla de Honor de la IRE en 1953 por "sus pioneras contribuciones a nuestro conocimiento básico de la teoría del tubo de electrones, de los instrumentos de radio y por las mediciones de cristales osciladores controlados."

## Publicaciones
- John M. Miller, "Dependence of the input impedance of a three-electrode vacuum tube upon the load in the plate circuit" (Dependencia de la impedancia de entrada de un tubo de vacío de tres electrodos respecto a la carga en el circuito de placa), Scientific Papers of the Bureau of Standards, 15(351):367-385, 1920.
- John M. Miller,  "Electrical oscillations in antennas and inductance coils" ("Oscilaciones eléctricas en antenas y bobinas de inductancia"), Proc. IRE, vol. 7, pp. 299 – 326, junio de 1919.